# Pterotricha arzhantsevi
Espèce
Pterotricha arzhantsevi est une espèce d'araignées aranéomorphes de la famille des Gnaphosidae.

## Distribution
Cette espèce est endémique d'Irak. Elle se rencontre vers Zakho.

## Description
La femelle holotype mesure 10,1 mm.

## Étymologie
Cette espèce est nommée en l'honneur d'Evgeny V. Arzhantsev.

## Publication originale
- Fomichev, Marusik & Koponen, 2018 : New data on spiders (Arachnida: Araneae) of Iraq. Zoology in the Middle East, vol. 64, no 4, p. 329-339.